# Canvi conceptual
El canvi conceptual és el procés mitjançant el qual els conceptes i les relacions conceptuals canvien al llarg de la vida d'una persona o en el transcurs de la història. La recerca en tres camps diferents -la psicologia del desenvolupament cognitiu, la didàctica de les ciències i la història i filosofia de la ciència- ha tractat d'entendre aquest procés. De fet, la convergència d'aquests tres camps, en el seu esforç per indagar com canvien el contingut i l'organització dels conceptes, ha donat lloc a l'aparició d'un àmbit interdisciplinari independent conegut com a investigació del "canvi conceptual”.

## Orígens
Pel que fa a la psicologia del desenvolupament cognitiu, l'interès pel canvi conceptual va derivar dels estudis de Jean Piaget sobre el desenvolupament infantil. Piaget afirma que el desenvolupament del pensament infantil passa per quatre grans etapes i que el desenvolupament conceptual reflecteix aquest desenvolupament general. No obstant això, s'ha anat fent cada cop més evident que el desenvolupament conceptual infantil es descriu millor en termes de trajectòries específiques de desenvolupament per a cada domini cognoscitiu (per exemple, coneixement sobre el nombre, sobre el moviment i interacció d'objectes inanimats, sobre entitats capaces de moviment intencional...). El terme "canvi conceptual" s'utilitza cada vegada més per a referir-se a la investigació d'aquestes diferents trajectòries de desenvolupament. Aquest treball investigador ha portat al descobriment d'una varietat de canvis que es produeixen en el contingut i l'organització dels conceptes.
Paral·lelament, els investigadors en el camp de la didàctica de les ciències observaven que un dels principals obstacles per a la comprensió de conceptes científics com, per exemple, 'força' o 'energia' per part dels estudiants rau en els seus conceptes intuïtius previs sobre el món natural. Es va anar fer evident que els estudiants assimilen les idees científiques que se'ls presenten a l'aula amb els seus conceptes previs, donant lloc al que es coneix com a "males interpretacions". Els investigadors en ciències de l'educació es van dedicar a la tasca d'identificar aquests conceptes previs i a buscar estratègies d'instrucció que ajudessin els estudiants a passar dels seus conceptes intuïtius a les alternatives presentades pels seus professors.
Aquests canvis en la psicologia del desenvolupament cognitiu i en l'estudi de l'educació en ciències es van produir en un context d'influents canvis en els camps de la història i la filosofia de la ciència. L'any 1962, Thomas Kuhn va publicar L'estructura de les revolucions científiques, en què va presentar un nou enfocament sobre el canvi històric dels conceptes i teories científiques. Kuhn argumenta que els canvis en la comprensió científica del món natural no s'han de considerar com un progrés gradual, incremental vers una comprensió cada vegada millor. Va assenyalar que, de vegades, és molt difícil de caracteritzar en quin sentit un concepte més recent millora el seu predecessor. La raó de la dificultat és que els conceptes successius s'insereixen en un conjunt diferent de relacions conceptuals i de tècniques d'investigació. Per tant, el contingut dels dos conceptes i les seves respectives relacions amb altres conceptes pot ser tan diferent que no és apropiat comparar-los directament entre si. Un concepte important que sorgeix d'aquest raonament és el de "paradigma". Els comentaristes han assenyalat que Kuhn va usar el terme en diferents sentits. Això no obstant, en el camp de la investigació del “canvi conceptual" ha predominat la idea de "paradigma", entès com un conjunt estructurat de conceptes teòrics i mètodes que es dona per descomptat en una comunitat científica en particular. Segons Kuhn, la major part de treball dels científics es porta a terme dins d'un paradigma (el que Kuhn anomena "ciència normal"). Ocasionalment, però, problemes insolubles obliguen els científics a qüestionar els supòsits del paradigma, i en sorgeix un de nou (el que Kuhn anomena "un canvi de paradigma").
El treball de Kuhn, i d'altres filòsofs i historiadors de la ciència, va tenir una gran influència en els estudis del desenvolupament cognitiu i en els estudis sobre l'educació en el camp de les ciències. Cada vegada més, els conceptes infantils i els dels alumnes es van veure estructuralment inserits dins del seu propi conjunt de relacions conceptuals, i la tasca de desenvolupament o d'aprenentatge es va entendre com una mena de canvi de paradigma.

## Noves perspectives teòriques
Els plantejaments dels historiadors i filòsofs de la ciència sobre el canvi dels conceptes i teories científiques van servir com a font d'hipòtesis sobre els canvis conceptuals que ocorren durant el desenvolupament del nen i l'aprenentatge dels estudiants. Aquestes hipòtesis inicials van ser la força impulsora tant de la investigació teòrica com empírica i generaren una sèrie de perspectives i debats sobre el canvi conceptual des de principis de la dècada dels 80.
Una d'aquestes perspectives entén el procés de canvi conceptual com un "canvi teòric". Els conceptes del nen o de l'alumne es consideren components d'estructures teòriques intuïtives que requereixen una reestructuració substancial si es vol que s'assemblin a les de l'adult o del científic. Aquesta perspectiva va ser la més directament inspirada en l'obra de Kuhn. De fet, alguns conceptes dels estudiants previs a l'ensenyament van ser vistos com a semblants a alguns conceptes inicials en la història de la ciència.
Una perspectiva estretament relacionada amb l'anterior insisteix en les diferències entre els conceptes ingenus i científics. Aquesta perspectiva del "canvi ontològic" posa en relleu que molts dels conceptes ingenus i dels errors conceptuals resulten o bé de la mala ubicació dins de l'organització jeràrquica d'una categoria ontològica, o bé de la seva ubicació en una categoria ontològica errònia. Per exemple, s'assignen a la categoria de substància en comptes de ser assignats a la categoria ontològica de procés. El canvi conceptual, des d'aquest punt de vista, implica la creixent diferenciació i correcta integració jeràrquica de categories ontològiques intuïtives prèvies i la reassignació del concepte a la categoria correcta.

Un tercer punt de vista es basa en algunes de les idees bàsiques d'aquests dos primers punts de vista, però ofereix una explicació més dinàmica de la formació de les concepcions ingènues. Aquesta "teoria del marc" suggereix que els compromisos ontològics previs influeixen en com s'assimilen les noves idees. El resultat sol ser un model que intenta ser coherent tant amb els compromisos ontològics previs com amb alguns aspectes de les noves idees presentades. Això no obstant, sovint hi ha una distorsió de la nova idea en el procés. El canvi conceptual reeixit, des d'aquest punt de vista, requereix canvis estratègics en els compromisos ontològics interferents.
Finalment, un quart punt de vista adopta un enfocament més sistemàtic dels conceptes, que no són pensats com a entitats unitàries, i del seu canvi. Aquest punt de vista del "coneixement en trossos" o "recursos" pensa que tant la comprensió conceptual científica com la ingènua estan basades en múltiples petits recursos cognitius que poden ser considerats "subconceptuals". Són subconceptuals, ja que són d'un "gra" més petit que els significats associats amb paraules i freqüentment es pot veure que s'originen d'abstraccions procedents d'esquemes sensoriomotors. Donat que tant les concepcions ingènues com les científiques es basen en el mateix ampli grup de recursos subconceptuals, el canvi conceptual és vist com la reorganització d'aquests recursos. Aquesta reorganització és vista com un augment progressiu del grau de coherència i consistència en l'aplicació de sistemes de coneixement compostos per una col·lecció heterogènia de recursos.
La majoria dels investigadors del "canvi conceptual" són partidaris d'una o altra d'aquestes quatre perspectives. A més, les explicacions teòriques del canvi conceptual varien en una altra dimensió: en quina mesura el procés de canvi és vist com un procés "racional" o purament "cognitiu", en oposició a considerar-hi la participació d'elements emocionals, motivacionals i socioculturals. Recentment, hi ha hagut un major interès a aclarir i integrar aquesta dimensió. Tot i els diversos punts de desacord, s'ha produït un gran de consens al voltant de la idea que el canvi conceptual amb èxit sovint requereix consciència i sofisticació metaconceptuals per part de l'alumne.

## Com es produeix i com es pot promoure el canvi conceptual?
La manera en què la investigació del canvi conceptual ha tractat aquestes dues preguntes relacionades posa de manifest la sinergia que ha sorgit entre la psicologia del desenvolupament cognitiu, l'ensenyament de les ciències i la història i filosofia de la ciència.
La investigació per a comprendre els processos psicològics que condueixen al canvi conceptual en l'individu s'ha dut a terme predominantment en el camp de la psicologia del desenvolupament cognitiu. No obstant això, molta d'aquesta investigació psicològica ha estat motivada, des de Kuhn, per propostes procedents de la història i la filosofia de la ciència. El treball de Kuhn va destacar el paper dels resultats anòmals com a impulsors del canvi. D'altra banda, el que s'ha anomenat l'anàlisi historicocognitiva, desenvolupada per Nancy J. Nersessian, hi ha estat també molt influent. Metodològicament, aquest tipus d'anàlisi implica la realització d'estudis sobre importants episodis de canvi teòric en la història de la ciència, fent ús de les eines analítiques de la ciència cognitiva per a proporcionar explicacions dels processos cognitius implicats. Aquestes anàlisis han documentat la importància dels processos, com ara el raonament analògic, l'ús de representacions visuals i experiment mental, denominats col·lectivament "processos de raonament basat en models". Per tant, la necessitat de donar sentit a observacions anòmales incompatibles amb els conceptes existents i els diversos processos de raonament basat en models han estat proposats com a causa del canvi conceptual en l'individu en desenvolupament i en els alumnes. Recents treballs de desenvolupament cognitiu també han afegit el llenguatge a aquesta llista.
La majoria dels investigadors accepten la llista anterior de causes de canvi conceptual (amb l'excepció del llenguatge, que és la més recent, i potser la més controvertida). Difereixen, però, en les seves explicacions pel que fa a la importància relativa que atorguen a les diferents causes i respecte als detalls del seu paper en el procés de canvi.
La identificació de les fonts de canvi conceptual ha inspirat el disseny d'intervencions pedagògiques que tenen com a objectiu promoure el desenvolupament de la comprensió conceptual profunda dels conceptes difícils. La investigació pedagògica ha estat capaç de proveir certa documentació sobre l'eficàcia d'aquestes intervencions. No obstant això, encara cal realitzar més estudis experimentals que incorporin controls acurats. D'altra banda, mentre que disposem d'alguns estudis a l'aula, es necessiten més investigacions que documentin l'aplicació i generalització del canvi conceptual basat en la instrucció.

## Abast de la investigació del canvi conceptual
Mentre que gran part de la investigació sobre el canvi conceptual s'ha orientat als conceptes científics, creix el nombre de treballs recents en altres dominis. Per exemple, el canvi conceptual està sent examinat en matemàtiques i en història. Es necessita més investigació en diferents dominis per tal d'obtenir una base més àmplia de coneixement sobre les similituds i diferències en la producció del canvi conceptual en cadascun d'aquests.